# Bones Brigade
Bones Brigade to zespół skateboardingowy stworzony przez firmę Powell Peralta, a później kierowany przez Powella. Zespół został założony w 1979 przez Stacy'ego Peraltę, który wybrał najlepszych skaterów świata. Był to jeden z najlepszych zespołów skateboardingowych występujących na zawodach.
Wybrani członkowie Bones Brigade:
| - Adrian Demain - Blair Arnot - Ray Barbee - Teddi Dean Bennett - Chris Borst - Pat Brennen - Steve Caballero - Alan Gelfand - Tommy Guerrero | - Kevin Harris - Tony Hawk - Frankie Hill - John Francis Albin Hunt - Bucky Lasek - Mike McGill - Colin McKay - Lance Mountain - Rodney Mullen - Ray Rodriguez - Steve Saiz | - Chris Senn - Jay Smith - Steve Steadham - Jim Thiebaud - Chet Thomas - Ray Underhill - Mike Vallely - Danny Way - Per Welinder |